# آچاریا (فیلم ۲۰۲۲)
آچاریا (تلوگو: ఆచార్య) یک فیلم درام و اکشن هندی به زبان تلوگو به نویسندگی و کارگردانی کوراتالا سیوا با بازی چیرانجیوی، رام چاران، سنگیتا کریش و پوجا هگده که در سال ۲۰۲۲ منتشر شد.
این فیلم داستان آچاریا (با بازی چیرانجیوی) رهبر ناکسالیتی را روایت می‌کند که برای پایان دادن به هرج و مرج ناشی از باساوا وارد معبدی به نام دارماستالی می‌شود و …

## تولید
فیلمبرداری اصلی در ژانویه ۲۰۲۰ آغاز شد. و به دلیل همه‌گیری کووید ۱۹ با تأخیر مواجه شد. آچاریا در ۲۹ آوریل ۲۰۲۲ اکران شد. همچنین این فیلم برای اولین بار در پرایم ویدیو در ۲۰ مه ۲۰۲۲ به زبان تلوگو همراه با نسخه‌های دوبله شده به زبان‌های تامیلی، مالایالم و کنادا پخش شد.

## بازخورد
منتقدان فیلم را ضعیف، کارگردانی و فیلمنامه را مورد انتقاد قرار دادند، ودر معرض نقدهای بسیار منفی قرار گرفت. این اثر یک شکست تجاری بود و تنها ۷۶ کرور روپیه در مقابل بودجه ۱۴۰ کرور روپیه به دست آورد.

## داستان
یک اصلاح طلب به اصلاح طلبان اجتماعی تبدیل شده‌است و مبارزه‌ای را علیه اداره اوقاف به دلیل سوء استفاده از بودجه و کمک‌های مالی معبد آغاز می‌کند و…